# 墨西哥鋸魴鮄
墨西哥鋸魴鮄，為輻鰭魚綱鮋形目牛尾魚亞目角魚科的其中一種，分布於西大西洋區的墨西哥灣西部海域，棲息深度36-180公尺，體長可達17.5公分，為底棲性魚類，屬肉食性。